# Testicularia minor
Testicularia minor är en svampart som först beskrevs av Juel, och fick sitt nu gällande namn av L. Ling 1951. Testicularia minor ingår i släktet Testicularia och familjen Anthracoideaceae.   Inga underarter finns listade i Catalogue of Life.